# Zorn et Dirna
Zorn & Dirna est une série de bande dessinée d'heroic fantasy pour la jeunesse écrite par Jean-David Morvan et dessinée par Bruno Bessadi (avec Vincent Trannoy pour les deux premiers tomes. 
Ses six volumes ont été publiés par Soleil entre 2001 et 2012 après prépublication dans Lanfeust Mag.

## Synopsis
L'histoire se passe dans un monde médiéval où la mort a disparu. Pourtant cela pose un problème grave : ne plus mourir n'empêche pas les corps de pourrir et de tomber malades. De plus la mort ne peut plus guider les âmes vers l'au-delà, et celles-ci, lorsque leur propre corps ne peut plus les porter, vont se réfugier dans l'être vivant le plus proche. Ce qui peut poser quelques problèmes au possesseur original du corps.
Les deux héros, Zorn et Dirna, enfants jumeaux, ont le pouvoir en touchant simultanément une personne, de redonner le repos éternel en supprimant l'âme.

## Personnages
- Zorn : petit garçon agité et un peu capricieux, il fait preuve d'un courage étonnant lorsqu'on touche à sa jumelle Dirna.
- Dirna : plus mûre que son frère jumeau Zorn, elle en profite parfois aussi un peu pour se jouer de lui.
- Seldnör : mercenaire engagé pour guider les jumeaux, homme froid qui devra se remettre en question.
- Le tatoué (Splata) : condamné aux laminoirs, la pire des punitions, sa fuite le mènera sur la route des jumeaux et il se révèlera plein de surprises.

## Albums
- Zorn & Dirna, Soleil, coll. « Soleil levant » :

1. Les Laminoirs, 2000  (ISBN 2-84565-008-6)[1].
2. Le Dauphin et le renard, 2003  (ISBN 2-84565-407-3).
3. Les Griffes de la meute, 2005  (ISBN 2-84946-178-4)[2].
4. Familles décomposées, 2007  (ISBN 978-2-84946-799-2).
5. Zombis dans la brume, 2008  (ISBN 978-2-302-00108-4).
6. Notre Père qui êtes odieux, 2012  (ISBN 978-2-302-02067-2).